# Ikki Kajiwara
Ikki Kajiwara (梶原一騎 Ikki Kajiwara?, 4 de septiembre de 1936 - 21 de enero de 1987) fue un mangaka y novelista japonés. Su nombre real es Asaki Takamori (高森 朝樹 Takamori Asaki?) y también firmó algunas de sus obras como Asao Takamori (高森朝雄 Takamori Asao?). Decidió emplear un seudónimo puesto que estaba escribiendo para una revista rival en aquel entonces. El hecho de tener varios nombres le permitió escribir para ambas revistas sin solaparse. Sus temas favoritos son la lucha y los deportes, con imágenes de jóvenes héroes con un nivel de detalle elevado mientras cambia de un tema a otro. Considera Tiger Mask yStar of the Giants como las obras de su vida. Estuvo casado con Pai Ping-ping con quien tuvo una hija, Pai Hsiao-yen.

## Trabajos
- Ai to Makoto (Ilustrada por: Takumi Nagayasu)
- Asahi no Koibito     (como Asao Takamori, Ilustrada por: Eiji Kazama)
- Ashita no Joe (?) (Ilustrada por: Tetsuya Chiba)
- Akaki Chi no Eleven (Ilustrada por:Mitsuyoshi Sonoda)
- Champion Futoshi     (Ilustrada por: Tatsuo Yoshida)
- Jūdō Icchokusen     (Ilustrada por: Shinji Nagashima)
- Karate Baka Ichidai (Ilustrada por: Jirō Tsunoda y Jōya Kagemaru)
- Karate Jigokuhen     (Ilustrada por: Ken Nakajō)
- Kick no Oni (Ilustrada por: Ken Nakajō)
- Kurenai no Chōsensha     (como Asao Takamori, Ilustrada por: Ken Nakajō)
- La estrella de los Gigantes (?) (Ilustrada por:     Noboru Kawasaki)
- Ningen Kyōki (Ilustrada por: Yasuo Nakano)
- Otoko Michi (Ilustrada por: Takao Yaguchi)
- Otoko no Jōken (Ilustrada por: Noboru Kawasaki)
- Otoko no Seiza (Ilustrada por: Kunichika Harada)
- Pro Wrestling Superstar Retsuden (Ilustrada por: Kunichika Harada)
- Samurai Giants (Ilustrada por: Kō Inoue)
- Shikakui Jungle (como Asao Takamori, Ilustrada por: Ken Nakajō)
- Shin Karate Jigokuhen (Ilustrada por: Ken Nakajō)
- El tigre enmascarado (?) (Ilustrada por: Naoki Tsuji)
- El tigre enmascarado 2    (Ilustrada por: Junichi Miyata)
- Yuuyake Banchou (Ilustrada por: Toshio Shōji)